# Gouvernement Moermansk (1920)
Het gouvernement Moermansk (Russisch: Мурманская губерния, Moermanskaja goebernija) was een gouvernement van de Witten op het Russische Kola-schiereiland.
Het gouvernement ontstond op 2 februari 1920 door de revolutie van de voorlopige regering van de noordelijke oblast die twee oejazden van het gouvernement Archangelsk omvatte en delen van gouvernement Olonets. Het gouvernement bestond maar kot, omdat de Sovjets het gezag over het Kola-schiereiland op 21 februari 1920 herstelden. Op 16 maart 1920 werd bij wet nr. 44 van het Revolutionair Comité van het gouvernement Archangelsk officieel voor de afschaffing van het gouvernement Moermansk gekozen. Op 22 februari 1920 werden de oejezden hersteld tot de grenzen van 1917.